# 11 км (зупинний пункт, Харківська дирекція Південної залізниці)
11 кіломе́тр — залізничний пасажирський зупинний пункт Харківської дирекції Південної залізниці.
Розташований у селі Кравцове, Зміївський район, Харківської області на лінії Мерефа — Зміїв між станціями Зміїв (19 км) та Мож (3 км).
Станом на травень 2019 року щодоби дві пари приміських електропоїздів здійснюють перевезення за маршрутом Зміїв — Харків-Пасажирський.